# دونالد كونروي
دونالد كونروي (بالإنجليزية: Donald Conroy)‏ هو ضابط أمريكي، ولد في 4 أبريل 1921 في شيكاغو في الولايات المتحدة، وتوفي في 9 مايو 1998 في بيافورت في الولايات المتحدة.